# Delegación de San Carlos
| Delegación de San Carlos | Delegación de San Carlos |
| ------------------------ | ------------------------ |
| Cabecera:                | Villa de San Carlos      |
| Cabildo o Municipalidad: | - San Carlos             |
| Ubicación                |                          |
|                          |                          |

Delegación de San Carlos, es una división territorial de Chile. Corresponde al antiguo Partido de San Carlos, que con la Constitución de 1823, cambia de denominación.
Su cabecera estaba en la Villa de San Carlos.
Con la ley de 30 de agosto de 1826, que organiza la República, integra la nueva Provincia de Maule. 
Con la Constitución de 1833, pasa a denominarse Departamento de San Carlos

## Límites
La Delegación de San Carlos limitaba:
- Al Norte con la Delegación de Parral
- Al Este con la Cordillera de Los Andes
- Al Sur con la Delegación de Chillán.
- Al Oeste con la Delegación de Itata